# Le Rituel de l'ombre
 (novembre 2022).
Le Rituel de l'ombre est un roman policier d'Éric Giacometti et Jacques Ravenne, publié en 2005. C'est le deuxième tome de la série des enquêtes du commissaire Antoine Marcas, et le premier dans l'ordre de parution. Le roman In Nomine paru en 2010 constitue une préquelle et son action se situe plusieurs années avant Le Rituel de l'ombre.

## Résumé
En 1945, les nazis tentent d'évacuer des caisses alors que Berlin est à portée des Russes. Un officier français issu de la Division Charlemagne, sur le point d'être pris lors d'une attaque russe, ouvre une des caisses si importantes et y découvre des liasses de documents sur la franc-maçonnerie.
Dachau 1945 : un officier nazi exécute un prisonnier franc-maçon selon un rituel maçonnique détourné.
Rome, de nos jours. Une archiviste du Grand Orient est assassinée lors d'une soirée à l'Ambassade de France, où se trouve également Antoine Marcas, commissaire et lui-même franc-maçon. Il est ainsi chargé de collaborer à l'enquête officielle pilotée par la responsable de la sécurité, qui se trouve également être amie de la victime.
La victime de Dachau, Henri Jouhanneau, était accompagnée de deux autres frères maçons : Marek, devenu un grand spécialiste de l'archéologie biblique à l'Institut d'études archéologiques de Jérusalem, et Fernand. La conservatrice Sophie Dawes se rendait justement chez Marek après son escale italienne pour voir son amie Jade à l'Ambassade ; elle avait tout de même pris la précaution d'enfermer les documents en sa possession dans le coffre de l'Ambassade. Ces documents sont des inédits par rapport aux documents pillés par les Nazis et que les Russes viennent de rendre aux loges françaises.
Marek est à son tour assassiné alors qu'il vient de recevoir une pierre antique : la Pierre de Thebbah. À peine l'a-t-il authentifiée qu'un mercenaire l'assassine, en respectant le rituel imposé par le commanditaire : un coup sur l'épaule, un autre sur la nuque et le dernier au visage, en référence au meurtre d'Hiram, élément fondamental du rituel maçonnique.
Antoine Marcas relève dans des archives maçonniques italiennes d'autres meurtres utilisant ce rituel contre des francs-maçons. Ce rituel dévoyé est l'œuvre de la société Thulé, société secrète allemande ayant inspiré le nazisme et possédant encore des réminiscences actuelles et des ramifications dans le monde entier, avec villégiatures et centres d'entraînement sous couvert de sociétés savantes.
Le fils d'Henri Jouhanneau, devenu franc-maçon à son tour et même Grand Archiviste, a accumulé des traces de la guerre entre Thulé et les loges. Il met Antoine Marcas sur la trace d'un secret que les deux organisations se disputent : la composition d'une drogue "héritée des dieux", capable de "mettre en communication directe avec l'origine et la puissance de la vie".
Le premier ingrédient est l'ergot de seigle, un champignon qui pousse sur le blé et qui a des principes hallucinogènes. Le deuxième ingrédient est caché dans la chapelle de Plaincourault à Mérigny. Antoine Marcas et Jade y découvrent une fresque qui donne la réponse : l'Amanite tue-mouches. Ainsi que le dosage des trois éléments, selon les proportions 3-5-7 chères aux maçons. Le dernier des ingrédients est mentionné sur la Pierre de Thebbah, d'où la course pour la posséder : le mot B'VITTI fait référence à l'iboga, plante africaine.
Les sbires de Thulé capturent Jade et Antoine et les emmènent dans la grotte de Lascaux où Jouhanneau a prévu de pratiquer un rituel chamanique pour absorber le mélange.

## Éditions
- Fleuve noir, 2005  (ISBN 9782265093867)
- Pocket Thriller no 12546, 2006  (ISBN 226621294X)

## Adaptation en bandes dessinées
Les deux premiers tomes de la série Marcas, maître franc-maçon sont une adaptation du Rituel de l'ombre avec des dessins de Gabriele Parma et parus chez Delcourt en 2012 pour le premier tome  (ISBN 2756021415) et 2013 pour le second  (ISBN 2756021423).